# Dotilla wichmanni
Dotilla wichmanni is een krabbensoort uit de familie van de Dotillidae. De wetenschappelijke naam van de soort is voor het eerst geldig gepubliceerd in 1892 door de Man.